# Strand

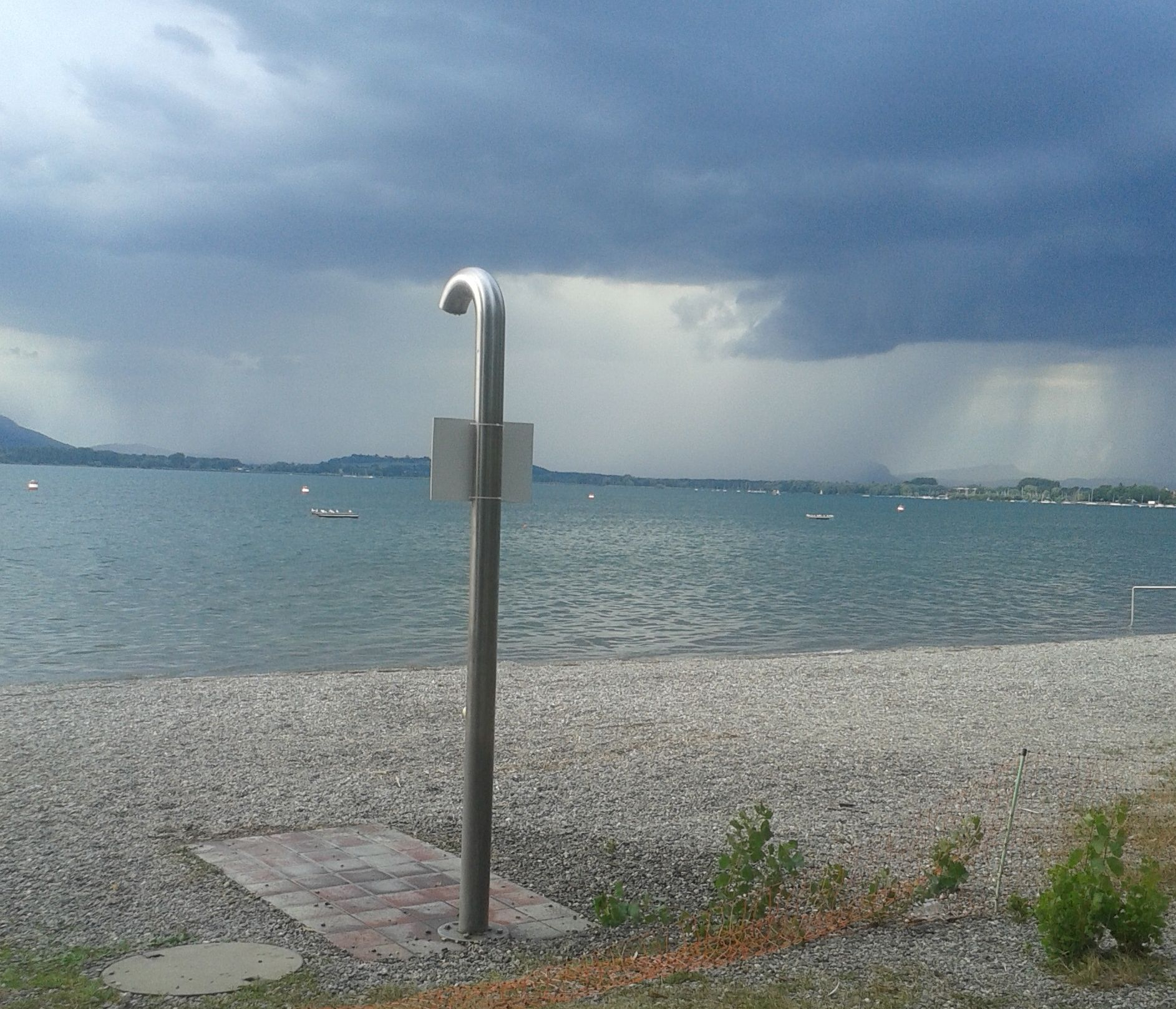
Kiesstrand im Strandbad Mettnau

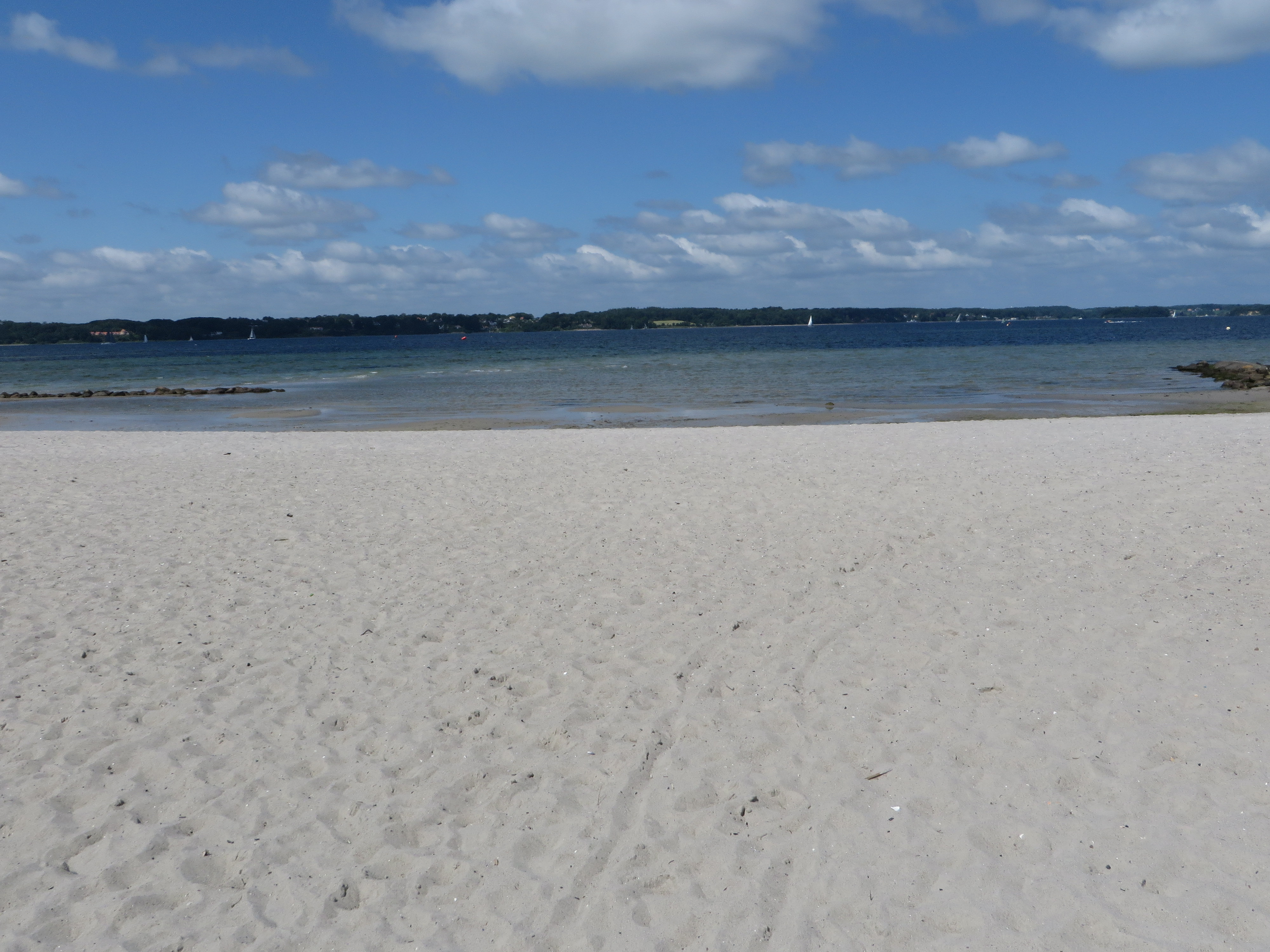
Sandstrand von Solitüde (Flensburg)

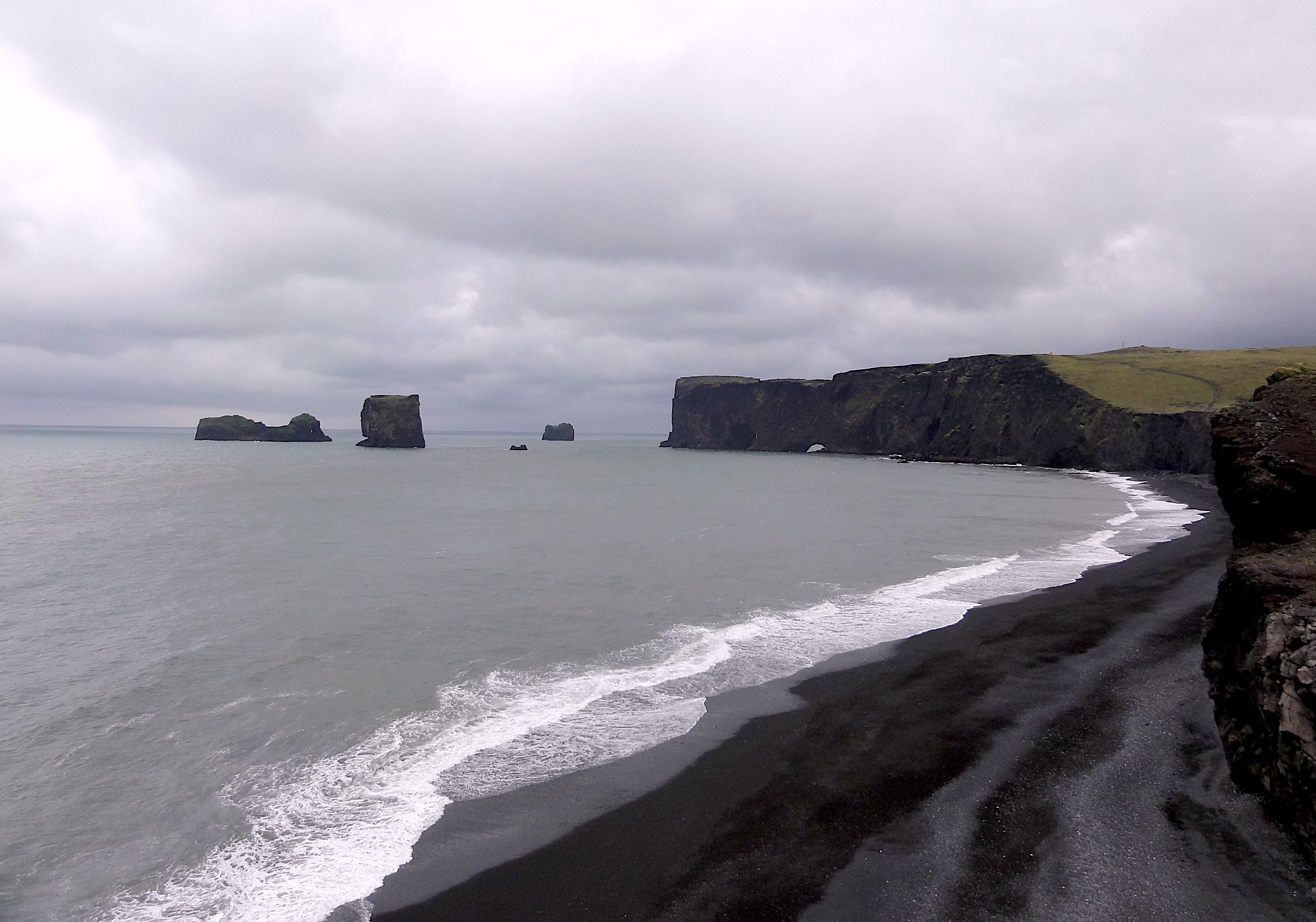
Schwarzer Sandstrand an der Südküste Islands

Ein Strand ist ein flacher Küsten- oder Uferstreifen aus Sand oder Geröll.

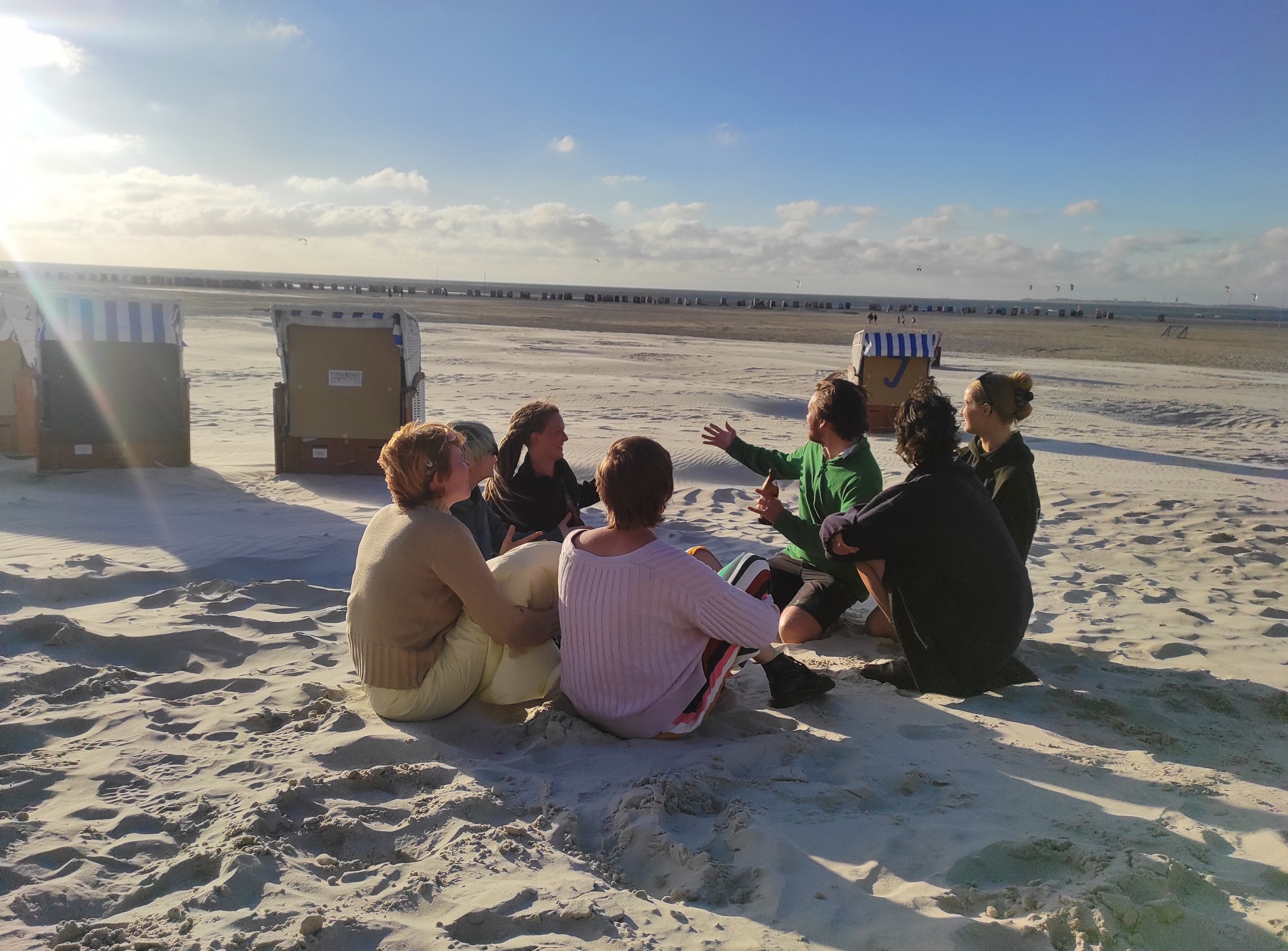
Urlauber am Strand von Amrum

Ein Strand aus grobkörnigem bis feinem Sand in unterschiedlichen Farben wird als Sandstrand bezeichnet. Meistens sind diese Strände bräunlich oder weiß. Daneben gibt es auch Strände aus schwarzem (in vulkanisch geprägten Gebieten) und (sehr selten) rosa Sand.
Im Unterschied zu Stränden resp. Seeufer aus Kies oder Geröll (Steinstrand) gelten Sandstrände, insbesondere weiße, als wichtiges Merkmal für Urlaubsorte und Ferienhotels. Oft finden sich an Sandstränden Sanddünen.

## Formation

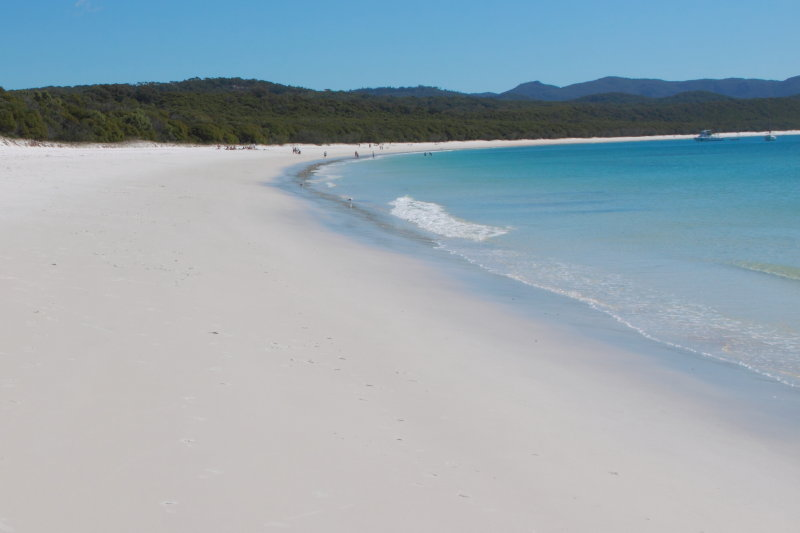
Whitehaven Beach an der Ostküste der australischen Whitsunday Island gilt als einer der „weißesten Strände der Welt“

Strände liegen meistens an Meeresküsten oder sie bilden das Ufer eines Flusses. Sie sind daher dem Einfluss von Wasserströmungen unterworfen. So kann Sand oder Gestein an Strände angespült oder vom Land abgetragen werden. Strände, an denen Sand angespült wird, besitzen meistens breite Sandbänke. Im Abbaubereich der Meeresströmung zeichnen sich Strände durch einen leichten Steigungsabfall zum Meer aus.
An der deutschen Nordseeküste liegt der Sandstrand der nordfriesischen Insel Amrum im Anspülbereich. Dieser Kniepsand genannte Sandstreifen, geomorphologisch eine dem Geestkern der Insel westlich angeschlossene Sandbank, ist mit einer Breite von nahezu zwei Kilometern einer der breitesten Sandstrände Europas. Der Strand der Nachbarinsel Sylt wird abgebaut und weist jährlich einen beachtlichen Landverlust auf. Diesem Prozess begegnet man durch Sandvorspülungen, indem Sand vom Meeresboden mit Baggerschiffen abgesaugt und an den Strand über Rohrleitungen zurückgespült wird.
Auch viele Sandstrände am Mittelmeer leiden an Flächenschwund. Bedingt ist die Reduzierung zum einen dadurch, dass der Mensch – in der Absicht, mehr Strandfläche zu schaffen – die pflanzenbewachsenen Dünenlandschaften zu vegetationslosem Flachstrand planiert und infolgedessen Erosion eingesetzt hat. Die zweite Ursache für den Strandschwund ist die Erderwärmung, die den Meeresspiegel ansteigen lässt, was wiederum allmählich den Sandbestand abträgt. Eine dritte bis dato kaum beachtete Ursache ist der voranschreitende Abbau von Sand aus Flüssen und Meeren. Während der Sand aus den Flüssen lange Zeit eine natürliche Versorgung garantieren konnte, ist heute ein Mangel entstanden. Der Grund dafür sind einmal die Staudämme, die den Sand zurückhalten, zum anderen aber auch das Abgraben von Sand direkt aus den Flüssen (davon ist man weitestgehend abgekommen aufgrund der Steigerung der Überschwemmungen, die dies nach sich trug). Viel gravierendere Folgen hat aber der Abbau von Sand, insbesondere direkt in Küstennähe, aus dem Meer. Denn ist der Sand an einer Stelle erst einmal abgetragen, beginnt neuer nachzurutschen. Und so kommt es, dass ganze Strände, mittlerweile sogar ganze Inseln verschwinden. Ein Beispiel ist der „Schickeria-Strand“ Macchiatonda beim toskanischen Capalbio, der 1975 noch etwa 50 Meter breit war und 2005 (aufgrund der angeführten Faktoren) nur noch 10 Meter breit ist.
Touristisch genutzte Strände werden zum Teil mit frischem Sand aufgeschüttet, wie zum Beispiel auf Mallorca oder Gran Canaria. Der Sand dazu wird unter anderem aus der Westsahara beschafft. Auf Madeira entstanden in Calheta und Machico künstliche Strände mit Sand aus Marokko. Auf Sylt wird bereits seit den 1970er-Jahren Sand zugeschifft.
Ebenfalls eine große Auswirkung auf die Erosion, die auf die Strände wirkt, hat die Bebauung in unmittelbarer Strandnähe. So wird beispielsweise die „Bewegungsfreiheit“ eingeschränkt und der Sand kann seinem natürlichen Wanderablauf nicht ungehindert nachgehen, wodurch dem Meer eine erhöhte Angriffsfläche geboten wird und der Strand zu schwinden beginnt.
„Weißer“ Strandsand enthält einen hohen Anteil der mineralischen Ausscheidungen von Papageifischen.

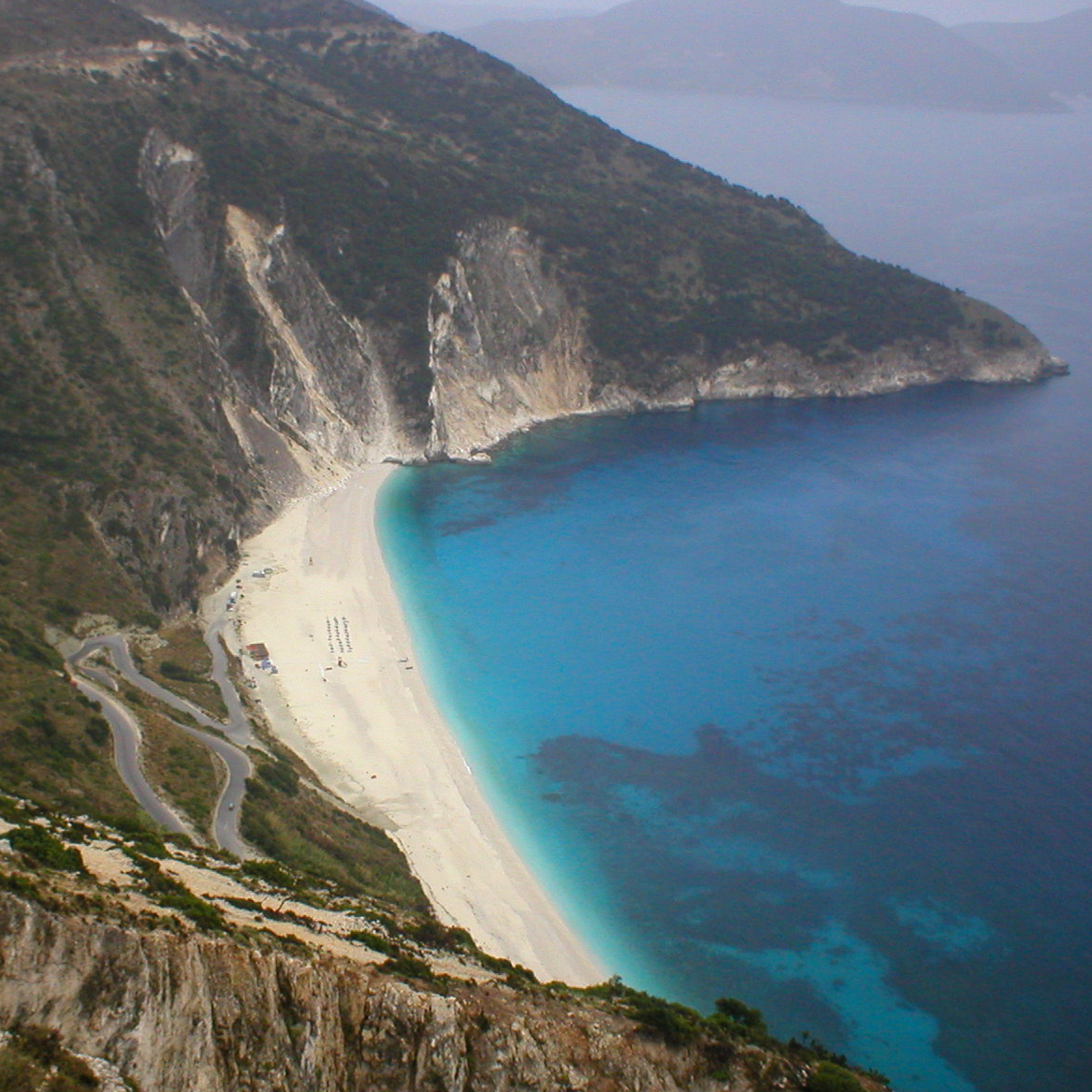
Myrtos (Pylaros)
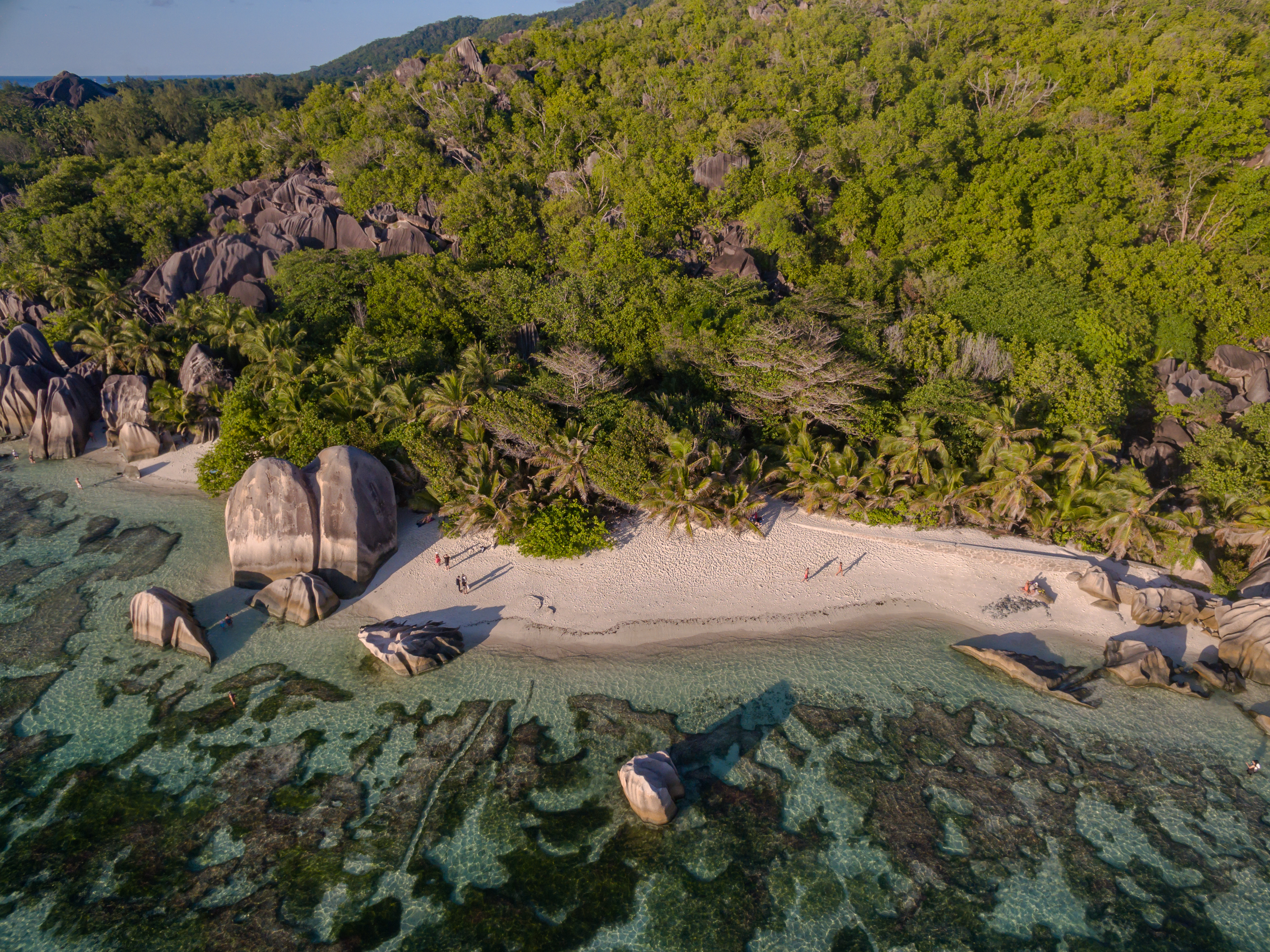
La Digue (Seychellen)
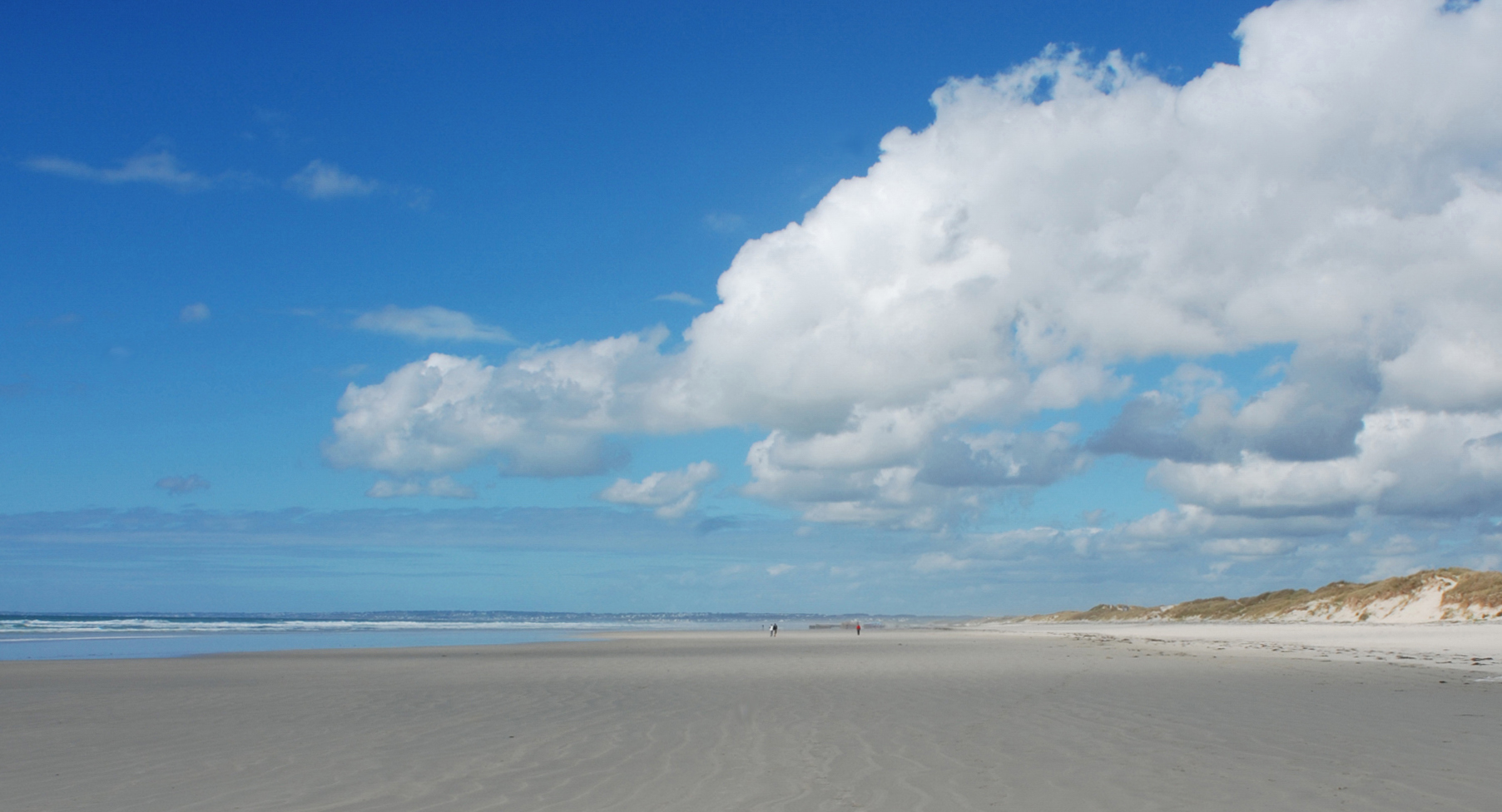
Plonéour-Lanvern (Bretagne)
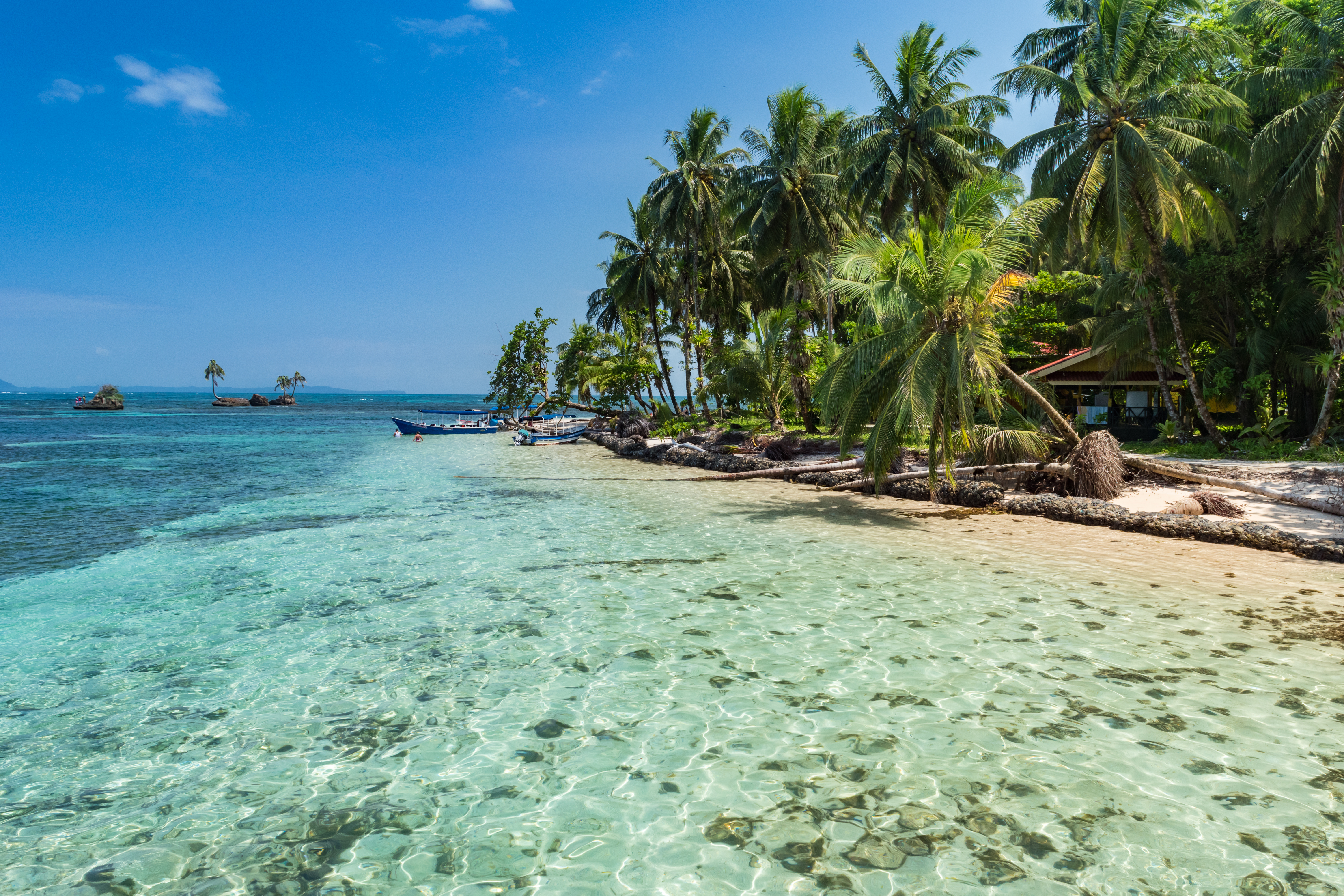
Cayos Zapatilla (Panama)
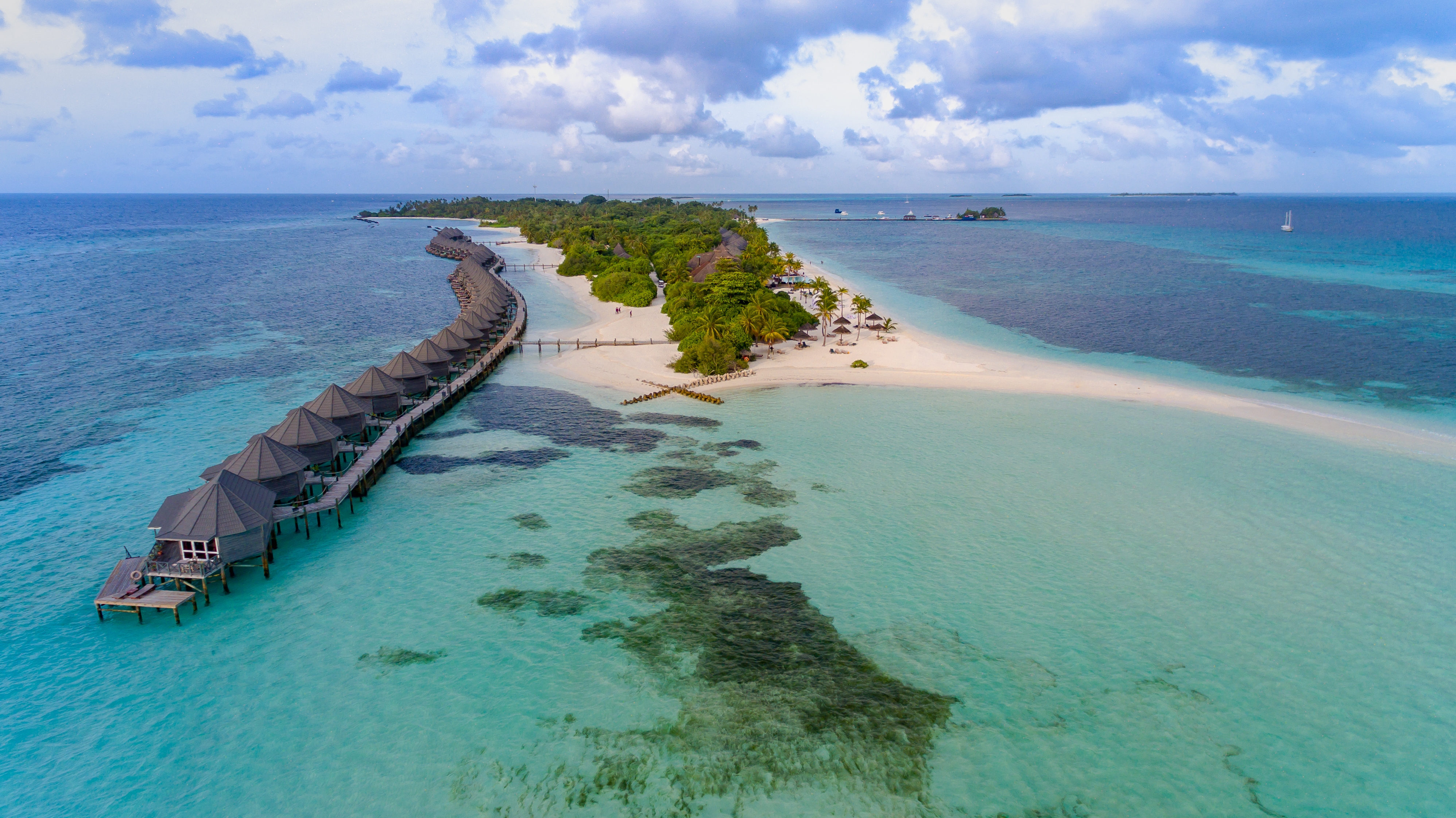
Strand auf den Malediven

## Brandungsrückströmung

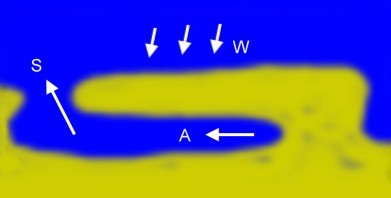
Schemazeichnung zur Entstehung der Brandungsrückströmung

Sandstrand mit Brandungswellen

Wasserwellen brechen sich am Strand bei einer mittleren Wassertiefe, die ungefähr der Wellenhöhe entspricht. Bei seitlicher Strömung schichtet die Brandung den Sand um und schwemmt zwischen dem Bereich brechender Wellen und Ufer eine Rille aus. Man muss vom Strand aus zunächst einen tieferen Bereich durchschreiten, um zu den Wellen zu gelangen.
Im Bild links herrscht Ebbe. Sandbank und einseitig geöffnete Rille sind deutlich zu erkennen. Bei Flut wird die Sandbank überspült. In der Schemazeichnung bezeichnet W die auflaufenden Wellen. Das Wasser läuft nicht gleichmäßig ab, sondern folgt der Rille A. Die Querströmung überlagert sich am Ausfluss zu einer Strömung S, die vom Strand wegfließt, die Brandungsrückströmung. Bei hohem Wellengang ist es für Schwimmer schwierig, innerhalb einer solchen Zone an den Strand zu gelangen. In diesem Fall ist es ratsam, parallel zum Strand zu schwimmen, um es an anderen Stellen erneut zu versuchen.

## Tourismus

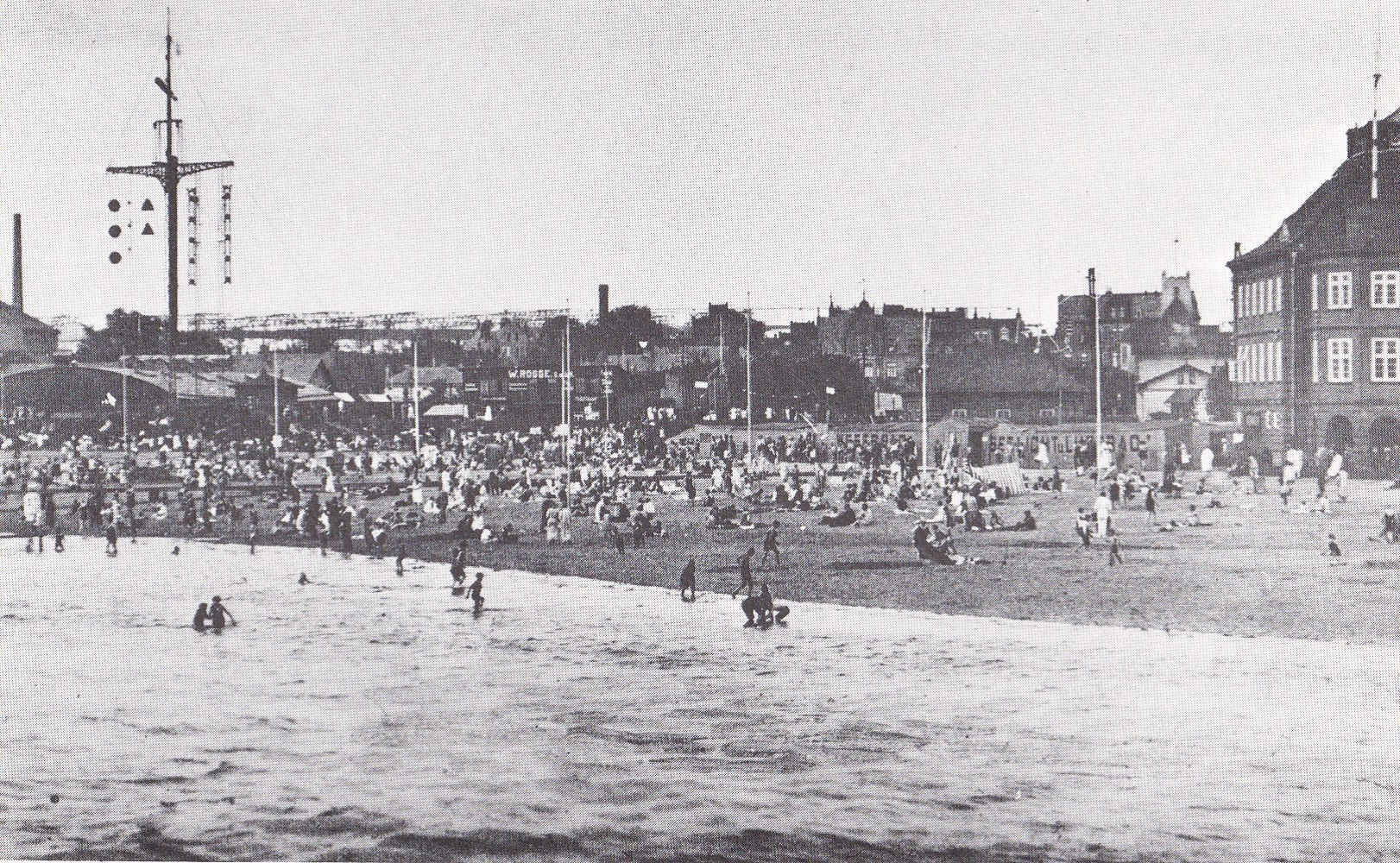
Weserbad, der einzige Strand Bremerhavens (1926)

An Sandstränden verbringen zahlreiche Menschen ihren Sommerurlaub. Als Ziele des Massentourismus bieten Strände häufig vielfältige Möglichkeiten zur Entspannung und für Sport. Schwimmen, Sonnenbaden, Strandsport wie Beachvolleyball und Beachsoccer oder Spaziergänge auf der Strandpromenade seien als Beispiel genannt. An Nacktbadestränden ist dies auch unbekleidet üblich und akzeptiert. Eine der vielen Attraktionen, besonders für Kinder, ist der Bau von Sandburgen und anderer Konstrukte. An der deutschen Nord- und Ostseeküste werden stellenweise die typischen Strandkörbe aufgestellt.
In Reisekatalogen werden als Qualitätskriterium meistens die Länge und Breite, sowie die Entfernung zum Hotel angegeben. „Naturbelassener Strand“ bedeutet zum Beispiel, dass dort der Sand nicht gesäubert wird. Der Sandstrand ist ein wichtiges Ansichtskarten- und Fotomotiv, besonders in der Werbung oft als Kulisse genutzt.

## Sicherheit

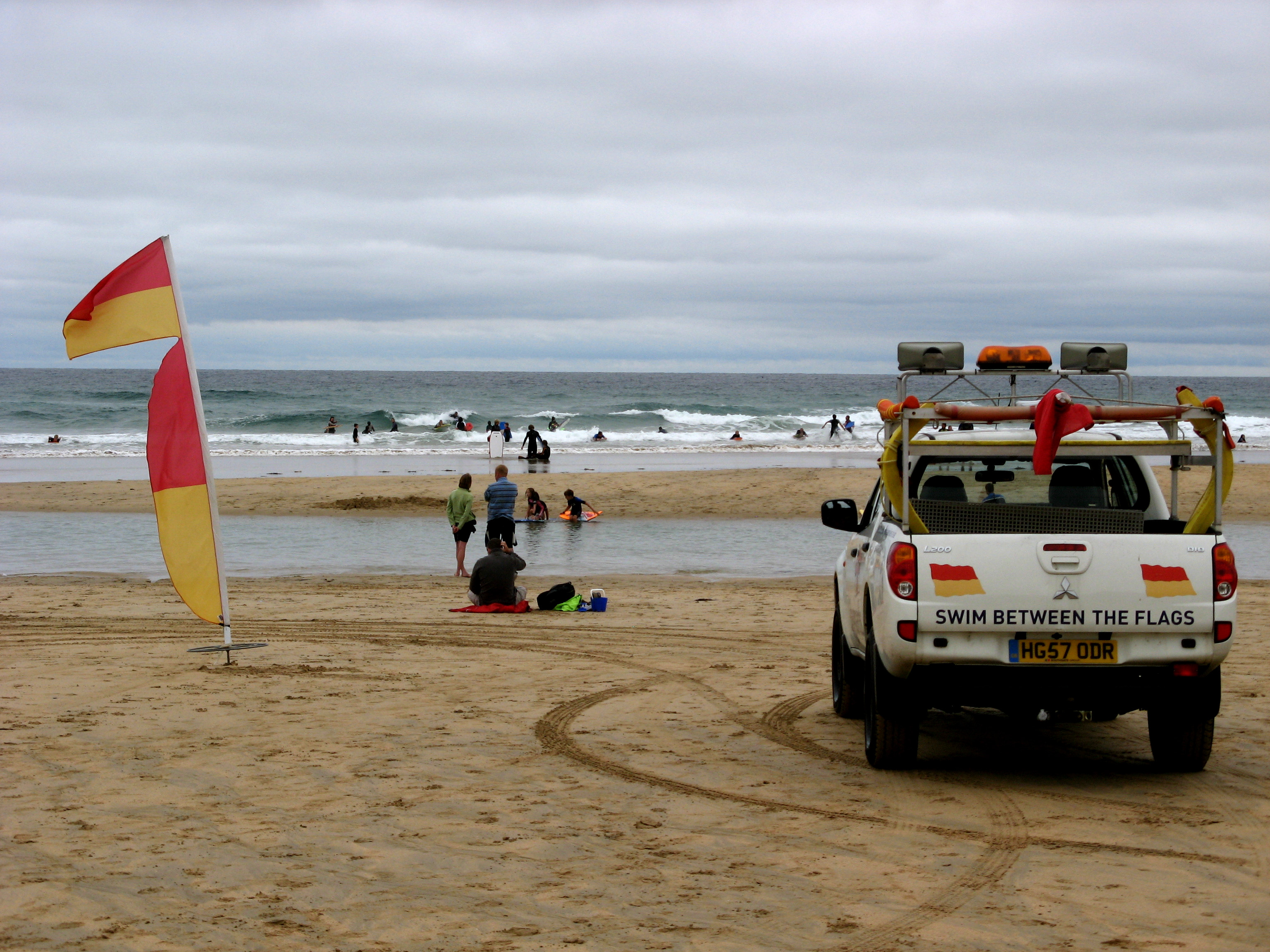
RNLI-Patrouille am Strand von Cornwall

Einige besonders stark frequentierte oder gefährliche Strände, etwa aufgrund starker Strömungen oder Gezeiten, werden tagsüber von Rettungsschwimmern bewacht; in Deutschland etwa von der DLRG. An einigen Stränden geht zudem auch von Meereslebewesen, etwa Quallen (wie der Würfelqualle), Haien, Krokodilen oder Rochen, eine Gefahr für Menschen aus; allerdings sind Zwischenfälle mit Menschen relativ selten.
Sind Rettungsschwimmer auf ihrem Posten, wird dies meist durch entsprechende Flaggensignale angezeigt:
| Flagge  | Bedeutung |
| ------- | --- |
|         | Rettungsschwimmer im Dienst. Wenn direkt am Wasser aufgestellt: Grenzt den überwachten Badebereich ein. (Teilweise auch schräg geteilt oder als rote über gelber Flagge gezeigt) |
|         | Gefahr! Schwimmen verboten (in einigen Ländern auch erst bei doppelter roter Flagge).                                                                                            |
|         | Vorsicht! Nur für geübte Schwimmer. |
|         | Schwimmen erlaubt (in Deutschland nur inoffiziell). |
|         | Bereich für Wassersportgeräte. Keine Badezone. |
| Weitere | |
|         | Wassersportgeräte verboten (nur in einigen Ländern – nicht in Deutschland). |
|         | Gefahr durch Meereslebewesen; insbesondere Quallen (nur in einigen Ländern – nicht in Deutschland; bei besonderer Gefahr wird die rote Flagge gezeigt).                          |
|         | Taucher im Wasser; teilweise auch rote Flagge mit weißem diagonalen Strich (siehe Taucherflagge).                                                                                |
|         | Blaue Flagge (Gütezeichen) – keine Hinweisflagge |